# جیمز نان
جیمز نان (به انگلیسی: James Nunn) (متولد ۲۴ اکتبر ۱۹۸۵) یک کارگردان فیلم و دستیار کارگردان اهل ساری، انگلستان است. که بیشتر در زمینه فیلم‌های اکشن فعالیت دارد.

## فیلم‌شناسی

### گزیده آثار کارگردانی
- مجتمع مسکونی (۲۰۱۲)
- خیابان سبز ۳: هرگز عقب‌نشینی نکن (۲۰۱۳)
- حذف‌کننده‌ها (۲۰۱۶)
- تفنگدار دریایی ۵: میدان جنگ (۲۰۱۷)
- تفنگدار دریایی ۶: یک چهارم پایانی (۲۰۱۸)
- یک فرصت (۲۰۲۱)
- طعمه کوسه (۲۰۲۲)
- یک فرصت دیگر (۲۰۲۴)[۴]
- شیرزن (۲۰۲۶)[۵]